# Dendrocitta
Genre
Le genre Dendrocitta appartient à la famille des Corvidae et regroupe sept espèces de témias.

## Liste des espèces
D'après la classification de référence (version 2.9, 2011) du Congrès ornithologique international (ordre phylogénique) :
- Dendrocitta vagabunda (Latham, 1790) — Témia vagabonde
- Dendrocitta occipitalis (Statius Müller, 1835) — Témia coiffée
- Dendrocitta cinerascens – Témia de Bornéo
- Dendrocitta formosae Swinhoe, 1863 — Témia de Swinhoe
- Dendrocitta leucogastra Gould, 1833 — Témia à ventre blanc
- Dendrocitta frontalis Horsfield, 1840 — Témia masquée
- Dendrocitta bayleii Tytler, 1863 — Témia des Andaman